# Columnea segregata
Columnea segregata là một loài thực vật có hoa trong họ Tai voi. Loài này được B.D.Morley mô tả khoa học đầu tiên năm 1973.